# Euthictis
Euthictis is een geslacht van vlinders van de familie sikkelmotten (Oecophoridae), uit de onderfamilie Oecophorinae.

## Soorten
- E. alampitis Turner, 1939
- E. marmaraspis (Meyrick, 1880)
- E. plectrantha (Meyrick, 1913)
- E. xanthodelta (Meyrick, 1889)